# رايموند بيتي (نحات)
رايموند بيتي (بالفرنسية: Raymond Petit) هو نحات لوكسمبورغي، ولد في 26 أكتوبر 1954 في مدينة لوكسمبورغ في لوكسمبورغ.